# Ricky Shields
Richard Essington Shields, detto Ricky (Upper Marlboro, 27 luglio 1982), è un ex cestista statunitense, professionista nella NBDL e in Europa. È il cugino di Doug West.